# سیریماو بندارانایکه
سیریماو راتواته دیاس بندارانایکه (Sirimavo Bandaranaike) (زاده ۱۷ آوریل ۱۹۱۶ – درگذشته ۱۰ اکتبر ۲۰۰۰) سیاستمدار سری لانکایی بود. او به عنوان نخستین نخست‌وزیر زن در دنیا شناخته می‌شد.
او برای سه دوره، از ۱۹۶۰ تا ۱۹۶۵، از ۱۹۷۰ تا ۱۹۷۷ و از ۱۹۹۴ تا ۲۰۰۰ نخست وزیر سری لانکا بود و در واقع نخستین زن در دنیا بود که موفق به رسیدن به مقام نخست‌وزیری شد. وی رهبر حزب آزادی سری لانکا بود.
شوهر سیریماو، اس. دابلیو. آر .دی. باندرانایکه، از نخست‌وزیران قبلی سری‌لانکا و دخترش، چاندریکا کوماراتونگا، رئیس جمهور سابق سری‌لانکا است.
سیریماو دوران سوم نخست وزیری خود را زیر نظر ریاست جمهوری دختر خود گذراند.